# Bräcke
För andra betydelser, se Bräcke (olika betydelser).
Bräcke (bräckemål: [^brɛkː]) är en tätort och centralort i Bräcke kommun, Jämtlands län, tillika kyrkort i Bräcke socken i Jämtland.
Samhället ligger 70 km sydöst om Östersund alldeles intill Revsundssjön, 120 km nord av Sundsvall och vid Mittbanan. Från Bräcke utgår också Stambanan genom övre Norrland. Staden ligger längs väg E14 och S:t Olavsleden.

## Historia
Det finns två teorier till ortnamnet Bräcke:
- Att namnet kommer från det gamla nordiska ordet breckar, eller brickar som betyder "backe" eller "sluttning".
- Att byn fått namnet av läget i forntiden mellan broar över bäckar på ömse sidor om dåvarande gårdens ägor. Bro i fornnordiskan hette breeke.

Bräcke var och är kyrkby i Bräcke socken och ingick efter kommunreformen 1862 i Bräcke landskommun. Där inrättades för orten 27 mars 1907 Bräcke municipalsamhälle som sedan upplöstes 31 december 1955.

### Befolkningsutveckling
| Befolkningsutvecklingen i Bräcke 1960–2020 | Befolkningsutvecklingen i Bräcke 1960–2020 | Befolkningsutvecklingen i Bräcke 1960–2020 | Befolkningsutvecklingen i Bräcke 1960–2020 | Befolkningsutvecklingen i Bräcke 1960–2020 |
| ------------------------------------------ | ------------------------------------------ | ------------------------------------------ | ------------------------------------------ | ------------------------------------------ |
|                                            |                                            |                                            |                                            |                                            |
| År                                         |                                            |                                            | Folkmängd                                  | Areal (ha)                                 |
| 1900                                       | 1900                                       |                                            | 741                                        | †                                          |
| 1960                                       | 1960                                       |                                            | 1 541                                      |                                            |
| 1965                                       | 1965                                       |                                            | 1 870                                      |                                            |
| 1970                                       | 1970                                       |                                            | 2 104                                      |                                            |
| 1975                                       | 1975                                       |                                            | 2 106                                      |                                            |
| 1980                                       | 1980                                       |                                            | 2 063                                      |                                            |
| 1990                                       | 1990                                       |                                            | 1 976                                      | 197                                        |
| 1995                                       | 1995                                       |                                            | 1 836                                      | 197                                        |
| 2000                                       | 2000                                       |                                            | 1 697                                      | 202                                        |
| 2005                                       | 2005                                       |                                            | 1 566                                      | 202                                        |
| 2010                                       | 2010                                       |                                            | 1 651                                      | 200                                        |
| 2015                                       | 2015                                       |                                            | 1 559                                      | 203                                        |
| 2020                                       | 2020                                       |                                            | 1 467                                      | 198                                        |
| † Som köpingsliknande samhälle 1900.       |                                            |                                            |                                            |                                            |

## Kommunikation
Järnvägen har varit viktig för Bräckes historia och det var då järnvägen drogs förbi som Bräcke växte upp. Mittbanan mellan Sundsvall och Trondheim går förbi Bräcke och flera tåg stannar i samhället. Bland annat Norrtåg och InterCitytåget mellan Duved/Östersund och Stockholm.
E14 går rakt genom samhället och Länsväg 323 startar i Bräcke och går mot Kälarne–Bispgården. Länstrafiken har busstrafik till Östersund.

## Service

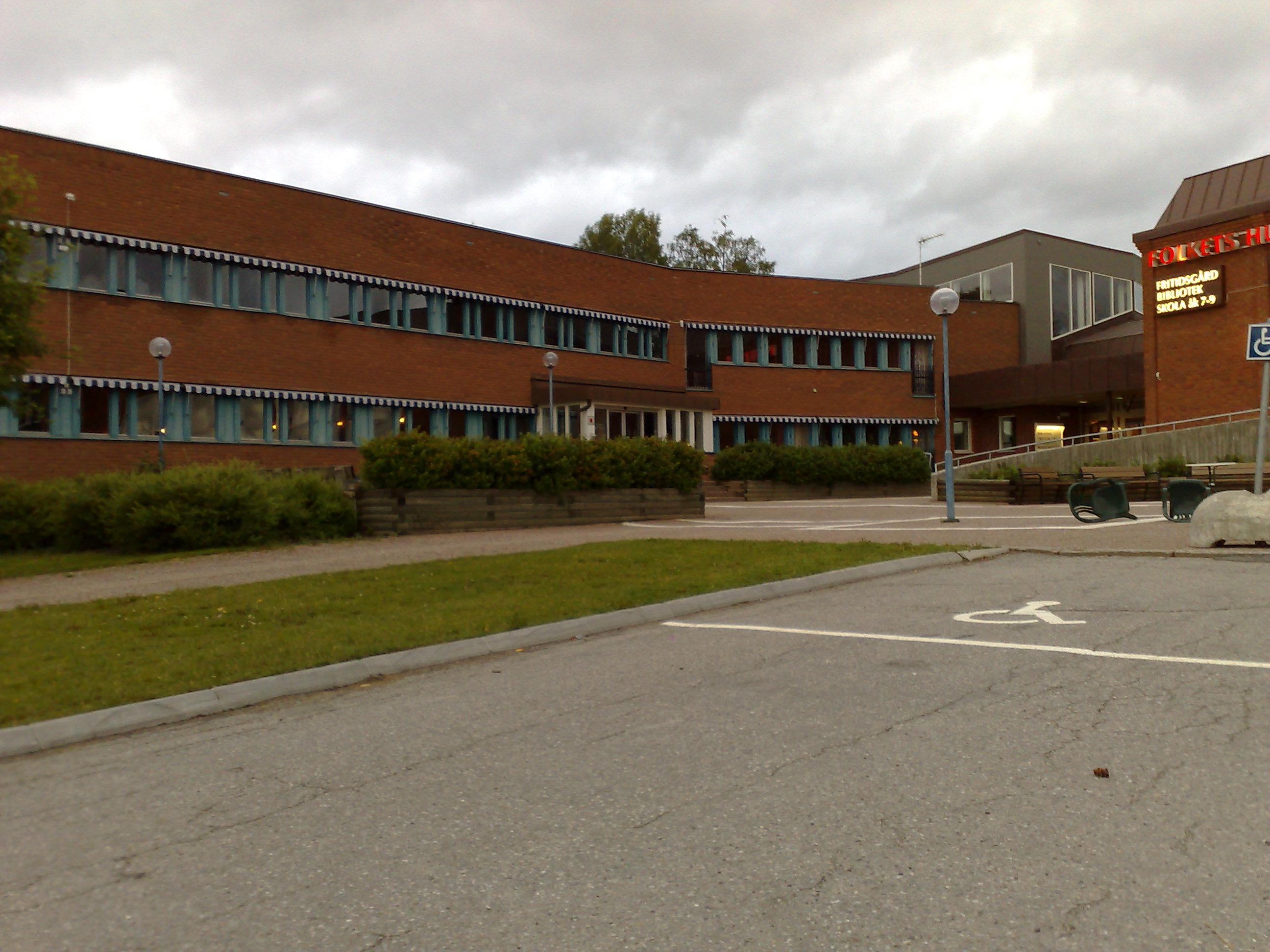
Kommunalhuset, 2007.

I Bräcke finns två bensinstationer och en laddstation för elbilar. Där finns ett hotell, tre restauranger samt gatukök och tre mataffärer: ICA, Konsum och Bräcke Livs. I Bräcke ligger även ett café och Glassbaren som 2019 vann den årliga tävlingen Glass-SM. Det finns flera affärer och tjänster längs huvudvägen E14.
Bräcke har bemannad brandstation och närmaste bemannade polisstation ligger i Ånge. Det finns apotek samt systembolag. I Folkets hus finns ett bibliotek, biograf och kommunhuvudkontoret. I centrum finns en järnvägsstation och busstation med ett varmt väntrum och en småbåtshamn med en nybyggd campingplats med utsikt över Revsundssjön. 
Bräcke kyrka är sockenkyrka för Bräcke socken och sedan 2006 församlingskyrka för Bräcke-Nyhems församling.

## Näringsliv
Här finns några verkstadsindustrier:
- Bracke Forest AB
- EasyFill AB
- Hakfelt Produktion AB

År 2022 var den största arbetsgivaren i kommunen Bräcke Kommun med 725 anställda, medan den största privata arbetsgivaren i bräckekommunen är Gällö Timber AB med 175 anställda under 2022.
Enligt Företagarnas rapport: Bräcke har 95 procent av företagen antingen bredband idag, eller har det tidigare dess absoluta närhet.

## Skola
Det finns en grundskola i Bräcke samhälle samt en gymnasieskola där elprogrammet, det internationella frisörprogrammet samt Bygg & anläggningsprogrammet, vilket har riksintag, finns. Det finns även ett individuellt program, SFI (svenska för invandrare) och IVIK (individuell introduktionskurs, det individuella programmet för invandrarelever).

## Idrott
I Bräcke finns ishall, ridhall samt sporthall (Gunder Hägg-hallen). På idrottsplatsen Björkhaga finns två fotbollsplaner. Bräcke Polar Bears spelade några säsonger i division 1 norra men tvingades lägga ner A-lagsverksamheten under ett par säsonger för att sanera sin ekonomi. Bräcke Basket spelade på 90-talet i näst högsta ligan i basket, dåvarande division 1. Man var då farmarlag åt Jämtland Basket.

## Bräcke 5 juli 2018

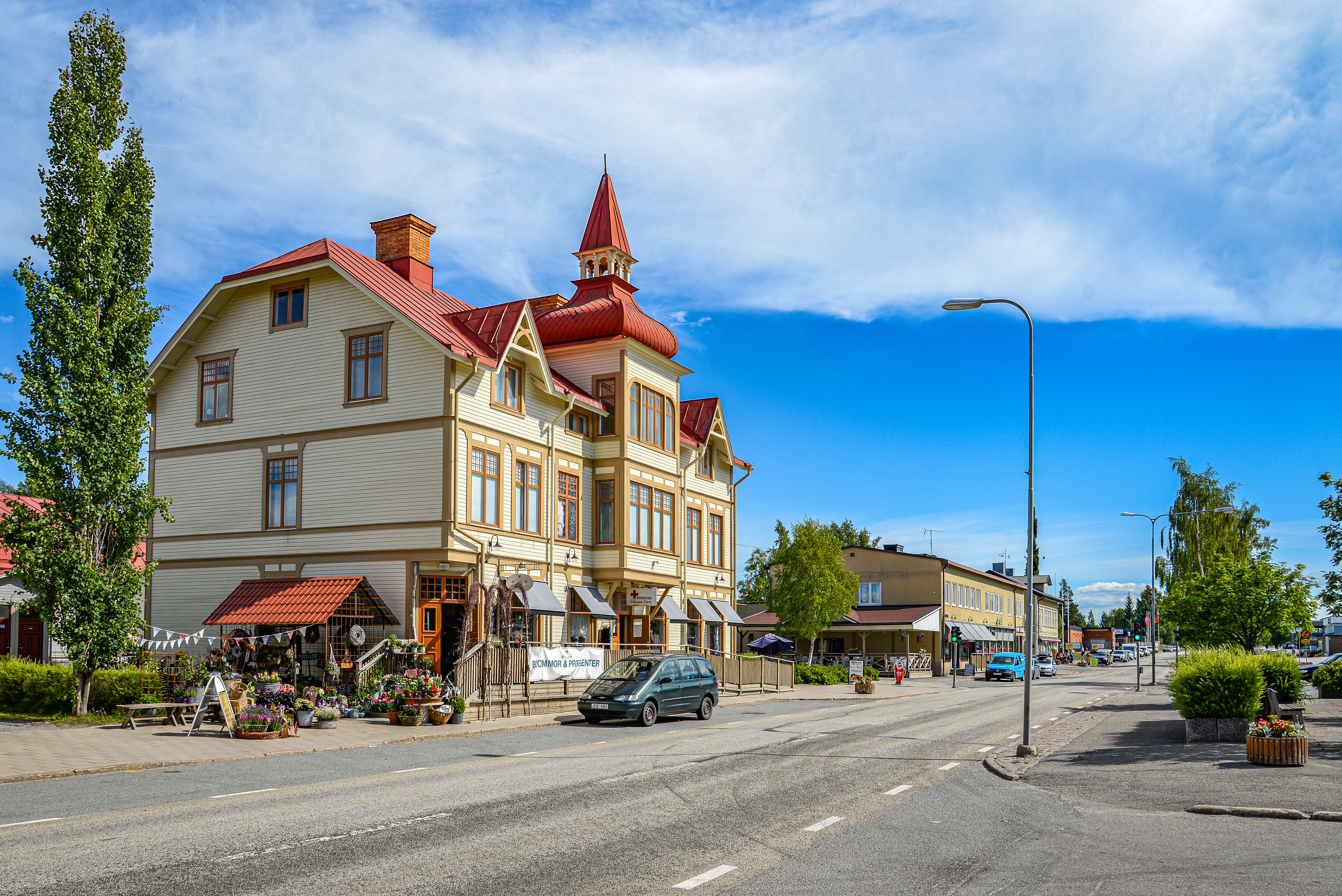
Riksvägen söderut.
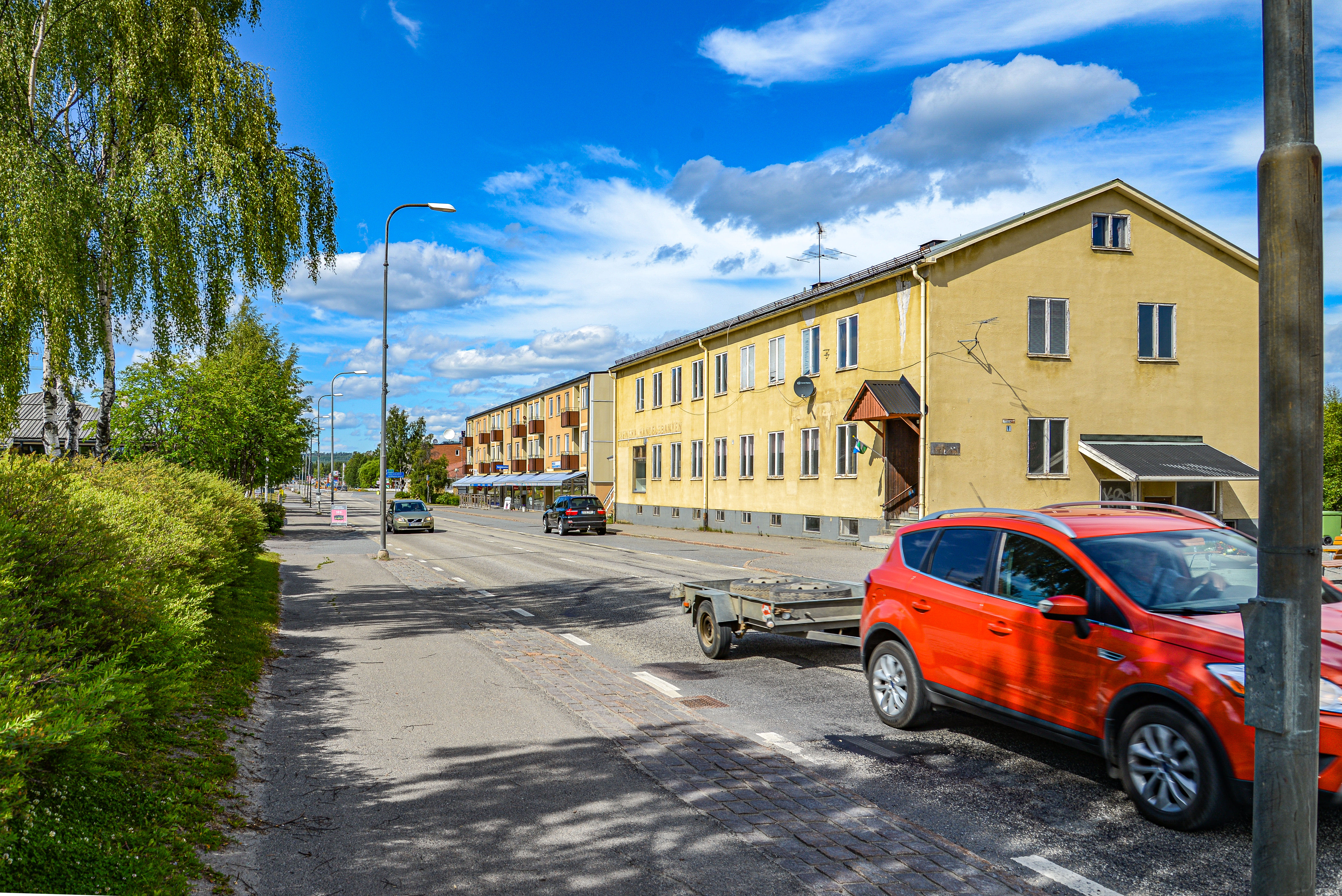
Riksvägen norrut.
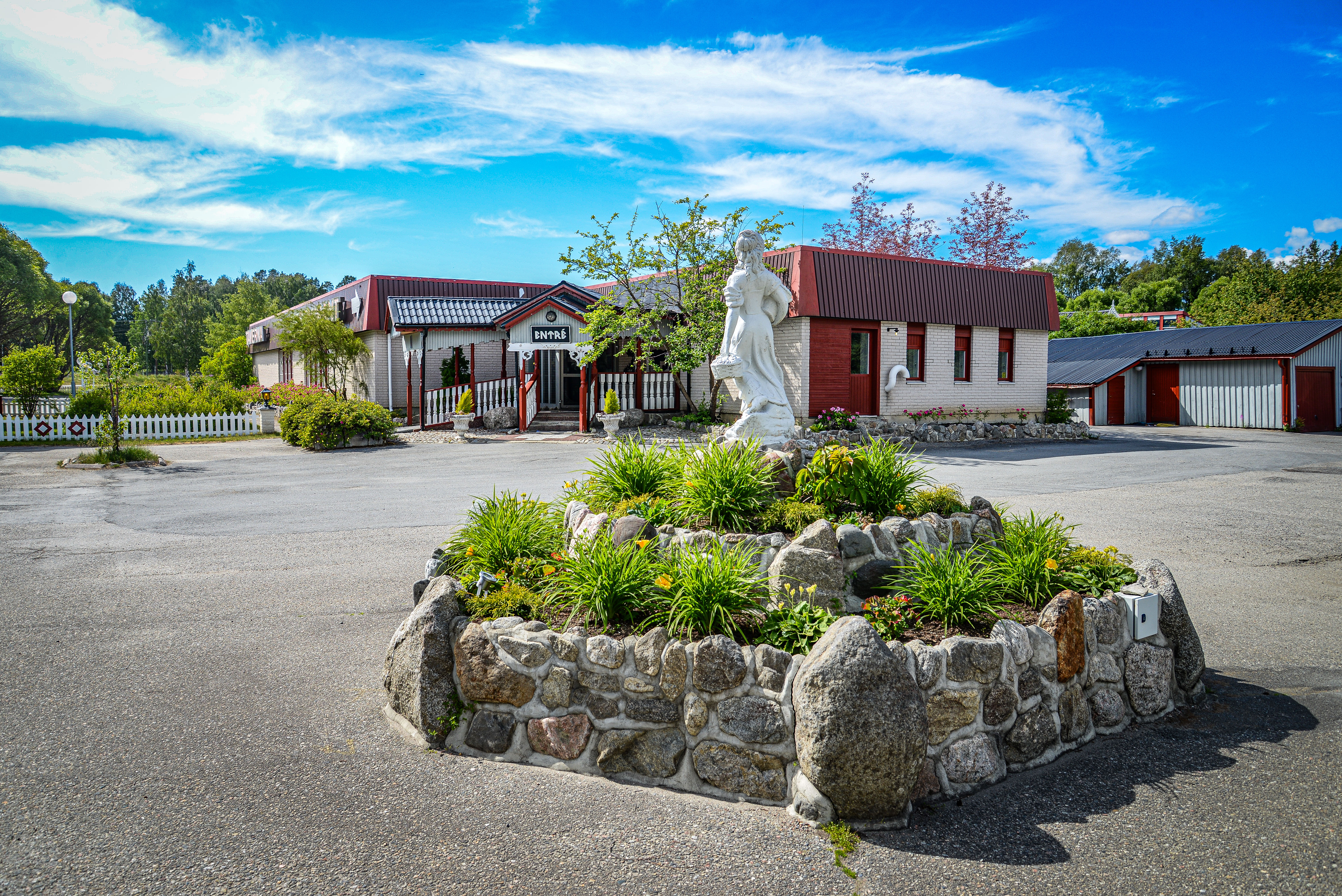
Jämtkrogen hotell & restaurang.
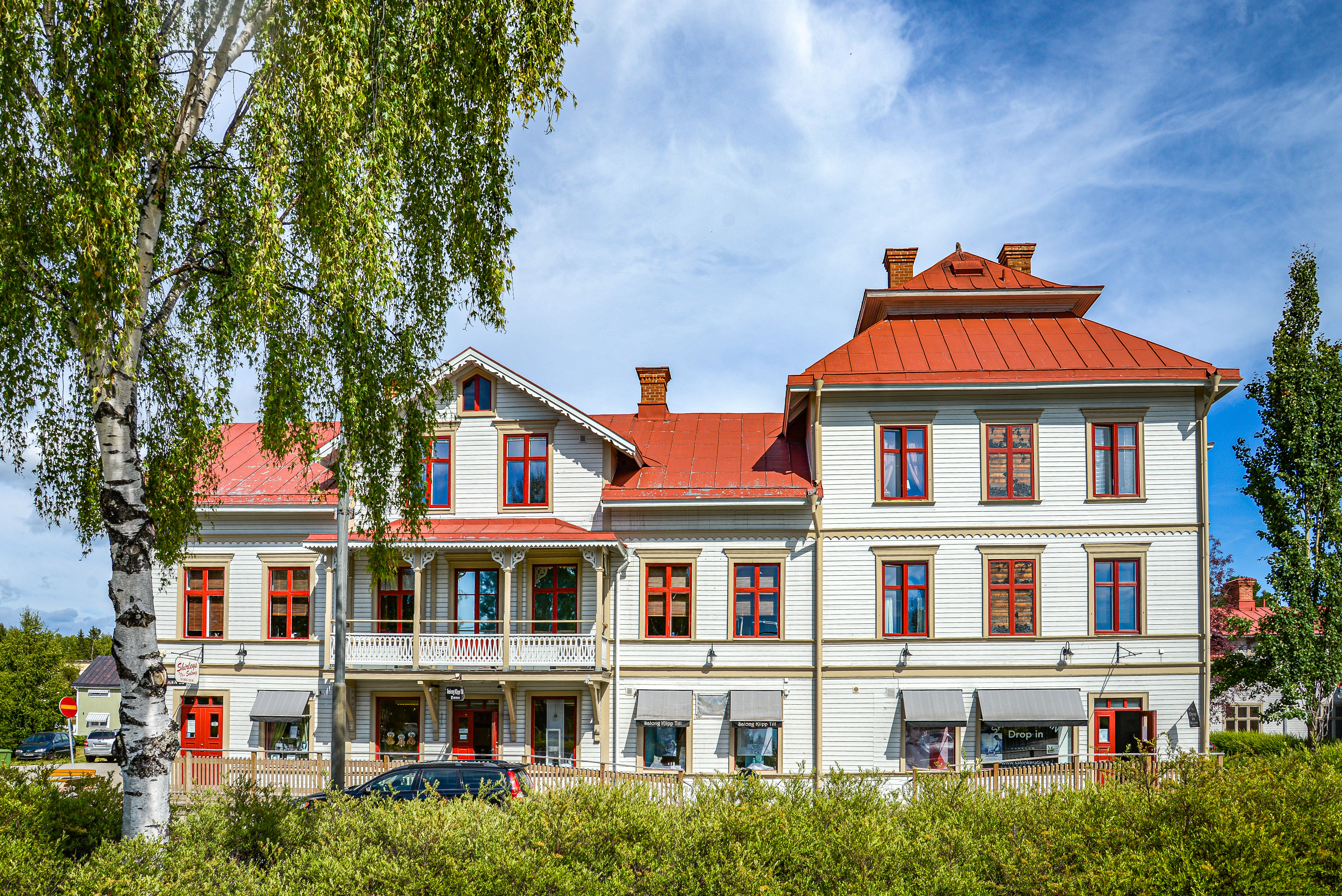
Trähus invid Riksvägen.